# Ferdinando Mandrini
Ferdinando Mandrini (Milano, 17 giugno 1897 – Milano, 22 novembre 1980) è stato un ginnasta italiano, vincitore di due medaglie d'oro nella gara di concorso a squadre di ginnastica.
La prima medaglia la vinse ai Giochi olimpici di Anversa 1920 (squadra composta, oltre da Mandrini, da Arnaldo Andreoli, Ettore Bellotto, Pietro Bianchi, Fernando Bonatti, Luigi Cambiaso, Carlo Costigliolo, Luigi Costigliolo, Giuseppe Domenichelli, Roberto Ferrari, Carlo Fregosi, Romualdo Ghiglione, Ambrogio Levati, Francesco Loi, Vittorio Lucchetti, Luigi Maiocco, Lorenzo Mangiante, Antonio Marovelli, Michele Mastromarino, Giuseppe Paris, Manlio Pastorini, Ezio Roselli, Paolo Salvi, Giovanni Tubino, Giorgio Zampori e Angelo Zorzi) e la seconda a quelli di Parigi 1924 (con Luigi Cambiaso, Mario Lertora, Vittorio Lucchetti, Luigi Maiocco, Francesco Martino, Giuseppe Paris e Giorgio Zampori).

## Palmarès
| Anno | Manifestazione  | Sede    | Evento             | Risultato |
| ---- | --------------- | ------- | ------------------ | --------- |
| 1920 | Giochi olimpici | Anversa | Concorso a squadre | Oro       |
| 1924 | Giochi olimpici | Parigi  | Concorso a squadre | Oro       |